# Onthophagus nigellus
Onthophagus nigellus är en skalbaggsart som beskrevs av Johann Karl Wilhelm Illiger 1803. Onthophagus nigellus ingår i släktet Onthophagus och familjen bladhorningar. Inga underarter finns listade i Catalogue of Life.